# Lennart Meri

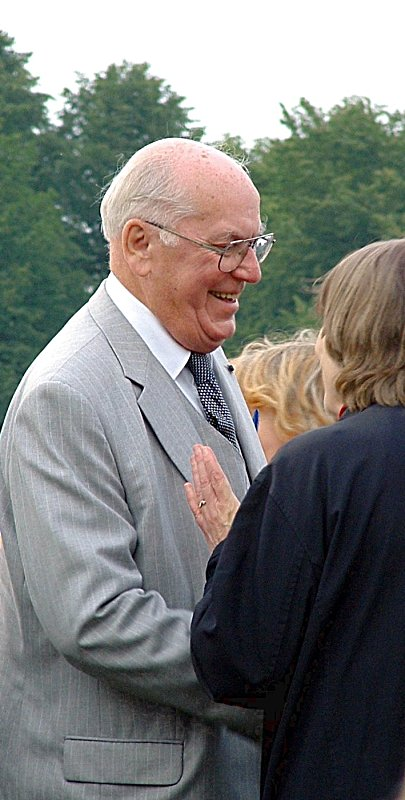
Lennart Meri în 2004

Lennart Georg Meri (n. 29 martie 1929, Tallinn, Estonia – d. 14 martie 2006, Tallinn, Estonia) a fost un scriitor, regizor și politician eston care a deținut funcția de președinte al Estoniei între 1992 și 2001. Meri a fost unul dintre conducătorii mișcării estoniene de independență față de URSS.